# Armbrust
アルムブラスト（ドイツ語: Armbrust、アルムブルスト）は、ドイツのメッサーシュミット・ベルコウ・ブローム（MBB）社により開発された対戦車擲弾発射器。口径67mmの無誘導、使い捨ての無反動砲。なお、名称は「クロスボウ」を意味するドイツ語である。

## 来歴
1970年代後半にドイツのメッサーシュミット・ベルコウ・ブローム（MBB）社が開発し、後にシンガポールのST Kinetics社とベルギーのPRB社に製造ライセンスが売却された。NATOでの採用はAT-4との競合により見送られたが、後にAT-4の後方に発生する爆風が市街戦での欠点となり、M136 CSに改修されたことを考えると、デイビス式無反動砲であったArmbrustの閉所射撃性はある程度時代を先取りした性能であったと言える。

## 構造
Armbrustは、無反動砲でありながら、閉所でも安全に射撃できるように設計されている。FRP製の発射器は使い捨てで、発射薬は前部に装填された弾丸と後部のプラスチック片の間にピストンを介して装填されている。弾丸と後部のプラスチック片は同じ質量である。
射撃時に発射薬の燃焼ガス圧によってピストンが動き、弾丸を前方にプラスチック片を後方に同じ初速度で打ち出して互いに反動を相殺する。射撃後、ピストンは砲身の前後を塞ぐように留まり砲口炎の暴露を防止するとともに、高温の発射ガスを砲身内に閉じ込めておく蓋の役割をする。後部に射出されたプラスチック片は、空気抵抗によって急激に運動エネルギーを低下させ、離隔距離が1mもあれば安全だとされている。
弾丸は、翼安定方式の成形炸薬弾（HEAT）で、最大300mmの装甲を貫通可能とされる。

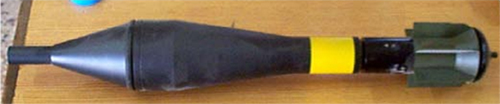
Armbrustの弾丸

## 状況採用
2004年から、シンガポール・ドイツ・イスラエルが協同開発したMATADORに更新されつつあるが、フィリピン・ブルネイでは現役である。